# 廣田縣
广田县（越南语：／）是越南顺化市下辖的一个县。越南大将阮志清的家乡。

## 地理
广田县有蒲江流过，县内多潟湖。东南接顺化郡，南接香茶市社，西和西北接丰田市社，东北临南海。

## 历史
1997年3月17日，广福社析置笮市镇，广安社枚阳村划归广福社管辖。
2024年11月30日，越南国会通过决议，自2025年1月1日起，承天顺化省改制为中央直辖市顺化市，广田县随之隶属顺化市管辖。

## 行政区划
广田县下辖1市镇和10社，县莅笮市镇。
- 笮市镇（Thị trấn Sịa）
- 广安社（Xã Quảng An）
- 广功社（Xã Quảng Công）
- 广利社（Xã Quảng Lợi）
- 广岸社（Xã Quảng Ngạn）
- 广富社（Xã Quảng Phú）
- 广福社（Xã Quảng Phước）
- 广泰社（Xã Quảng Thái）
- 广城社（Xã Quảng Thành）
- 广寿社（Xã Quảng Thọ）
- 广荣社（Xã Quảng Vinh）